# Keijo Voutilainen
Keijo Voutilainen (Kuopio, 14 de septiembre de 1936 - Lahti, 23 de septiembre de 2014) fue un entrenador y jugador de fútbol que jugaba en la demarcación de centrocampista.

## Biografía
Debutó como futbolista en 1954 con el Kuopion Palloseura, jugando en la Mestaruussarja. Dos años después se hizo con el título de liga al quedar por delante del HJK Helsinki con 27 puntos. Volvió a ganar el título en 1958. Al finalizar la temporada siguiente, fichó por un año por el FC Kuusysi Lahti. En 1961, el Lahden Reipas se hizo con sus servicios, ganando la Mestaruussarja dos años después. Además consiguió la Copa de Finlandia en 1964. Tras dejar el club en 1965, se retiró como futbolista en el Porvoon Akilles en 1967. Cinco años después, el Lahden Reipas, donde ya militó como jugador, le fichó como entrenador del club por cuatro años. También entrenó al Koparit Kuopio, y, en 1980, con el FC Kuusysi Lahti ganó la Veikkausliiga en tres ocasiones, y en dos años la Copa de Finlandia. Tras dirigir al KuPS Kuopio y al FinnPa Helsinki en 1996, dejó el cargo de entrenador.
Fue elegido entrenador del año en Finlandia en 1982 y en 1986.
Falleció el 23 de septiembre de 2014 en Lahti a los 78 años de edad.

## Selección nacional
Jugó un total de seis partidos para la selección de fútbol de Finlandia. Hizo su debut el 10 de junio de 1956 contra Suecia en un partido para el campeonato nórdico de fútbol. Disputó su último partido para el combinado finlandés el 26 de agosto de 1962 contra Noruega.

## Clubes

### Como futbolista
| Club             | País      | Año         | Partidos | Goles |
| ---------------- | --------- | ----------- | -------- | ----- |
| KuPS Kuopio      | Finlandia | 1954 - 1959 | 88       | 22    |
| FC Kuusysi Lahti | Finlandia | 1960        | ¿?       | 8     |
| Lahden Reipas    | Finlandia | 1961 - 1965 | 73       | 7     |
| Porvoon Akilles  | Finlandia | 1966 - 1967 | ¿?       | 9     |

### Como entrenador
| Club             | País      | Año         |
| ---------------- | --------- | ----------- |
| Reipas Lahti     | Finlandia | 1972 - 1976 |
| Koparit Kuopio   | Finlandia | 1977 - 1979 |
| FC Kuusysi Lahti | Finlandia | 1980 - 1987 |
| KuPS Kuopio      | Finlandia | 1993 - 1994 |
| FinnPa Helsinki  | Finlandia | 1995 - 1996 |

## Palmarés

### Como futbolista

#### Campeonatos nacionales
| Título            | Club          | País      | Año  |
| ----------------- | ------------- | --------- | ---- |
| Mestaruussarja    | KuPS Kuopio   | Finlandia | 1956 |
| Mestaruussarja    | KuPS Kuopio   | Finlandia | 1958 |
| Mestaruussarja    | Lahden Reipas | Finlandia | 1963 |
| Copa de Finlandia | Lahden Reipas | Finlandia | 1964 |

### Como entrenador

#### Campeonatos nacionales
| Título            | Club             | País      | Año  |
| ----------------- | ---------------- | --------- | ---- |
| Mestaruussarja    | FC Kuusysi Lahti | Finlandia | 1982 |
| Mestaruussarja    | FC Kuusysi Lahti | Finlandia | 1984 |
| Mestaruussarja    | FC Kuusysi Lahti | Finlandia | 1986 |
| Copa de Finlandia | FC Kuusysi Lahti | Finlandia | 1983 |
| Copa de Finlandia | FC Kuusysi Lahti | Finlandia | 1987 |